# 塞松
塞松（法語：Cesson，法語發音：[sɛsɔ̃] ⓘ）是法国塞纳-马恩省的一个市镇，属于默伦区。

## 地理
塞松（48°33'57"N, 2°36'4"E）面积6.98 平方千米，位于法国法蘭西島大區塞纳-马恩省，该省份为法国北部内陆省份，北起瓦兹省，西接埃松省、马恩河谷省、塞纳-圣但尼省和瓦兹河谷省，南至卢瓦雷省，东南接约讷省，东临马恩省和奥布省，东北接埃纳省。
与塞松接壤的市镇（或旧市镇、城区）包括：布瓦西斯拉贝特朗、雷欧、萨维尼勒唐普勒、塞纳港、韦尔圣但尼。

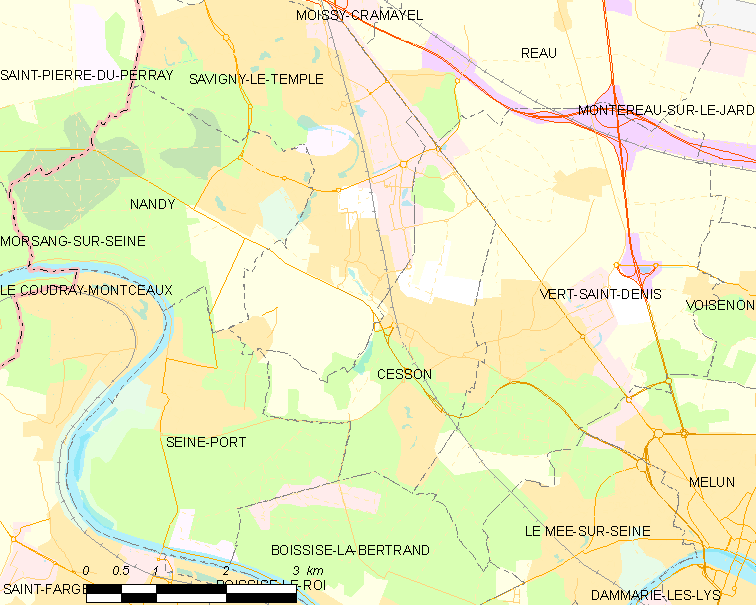
塞松的OSM定位图

塞松的时区为UTC+01:00、UTC+02:00（夏令时）。

## 行政
塞松的邮政编码为77240，INSEE市镇编码为77067。

## 政治
塞松所属的省级选区为萨维尼勒唐普勒县。

## 人口

1962-2008年间塞松人口变化图示

塞松于2022年1月1日时的人口数量为11141人。